# 자크 피에르 브리소

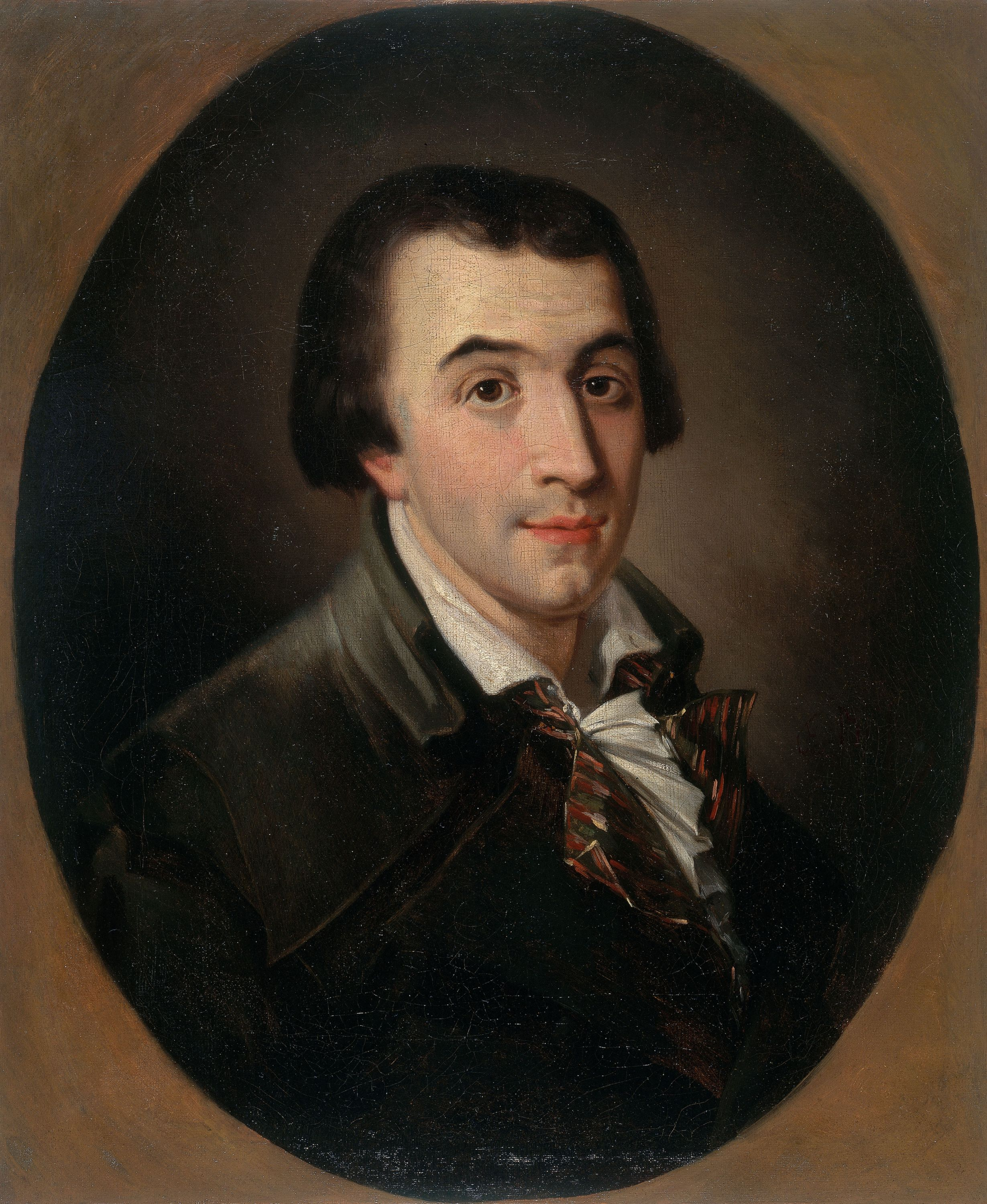
자크 피에르 브리소

자크 피에르 브리소(프랑스어: Jacques Pierre Brissot, 1754년 1월 15일 - 1793년 10월 31일)는 프랑스 혁명기의 정치가로, 지롱드파의 지도자이다.

## 생애
파리 근교의 샤르트르에서 여관 지기의 아들로 태어났다. 그는 교육을 받고, 파리에 있는 변호사 사무실에 들어갔다. 영어 번역 작업을 하는 펠리시테 뒤퐁(1759–1818)과 결혼을 하여 런던에 살면서 세 아이를 낳았다. 1781년 최초의 작품인 《형법이론》(Théorie des lois criminelles)를 썼고, 이듬해에는 법철학의 주제를 다룬 《법철학》(Bibliothèque philosophique du législateur)를 써서 장 자끄 루소에 의해 깊이 영향을 받은 윤리적 교훈을 보여주었다. 《형법이론》 서문에 브리소는 볼테르에게 책의 윤곽을 제출했으며, 1778년 4월 18일 받은 답장을 인용했다고 설명하고 있다.
프랑스 혁명이 시작될 때까지 문필가로 활동하며 영국과 미국에 건너갔다. 또한, 1784년 노예 제도에 반대하는 급진적인 논문을 발표하여 바스티유 감옥에 투옥되기도 했다. 이후 입법 의회의 입법부의 외교위원회를 제압하고 오스트리아에 선전 포고를 추진했으며, 국민 공회에서는 지롱드파를 대표하는 인물이 되었지만, 자코뱅파의 대두로 추방된 다른 지롱드파 의원과 함께 단두대의 이슬이 되었다.

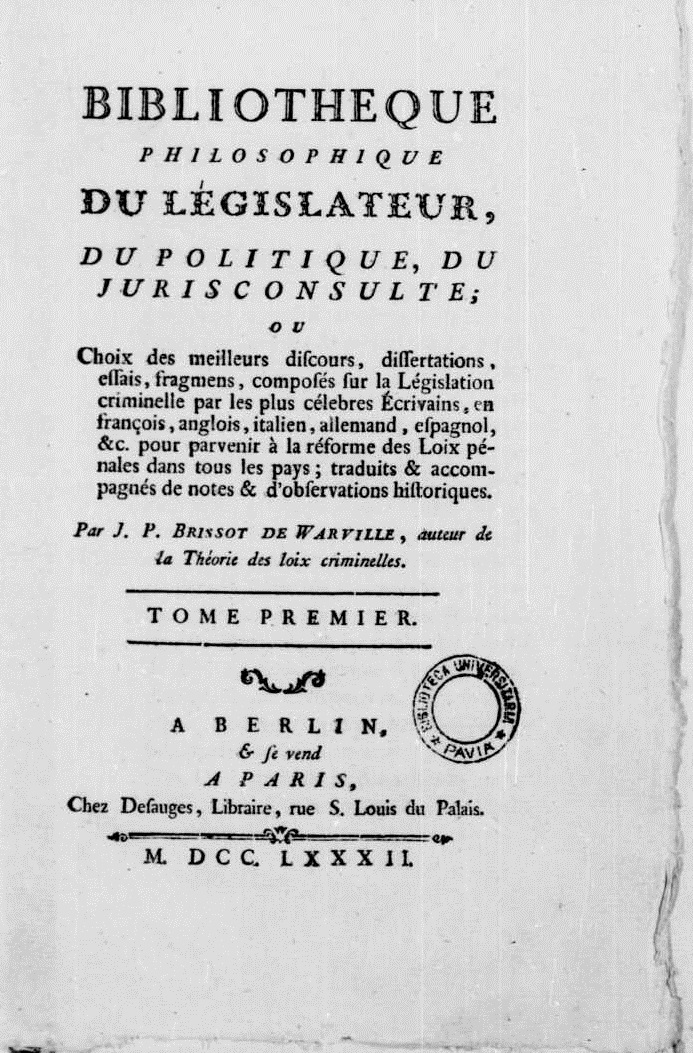
Bibliothèque philosophique du Législateur, du Politique, du Jurisconsulte, 1782